# Dimeria madagascariensis
Dimeria madagascariensis är en gräsart som beskrevs av Aimée Antoinette Camus. Dimeria madagascariensis ingår i släktet Dimeria och familjen gräs.
Artens utbredningsområde är Madagaskar. Inga underarter finns listade i Catalogue of Life.